# REPRESENT 01
『REPRESENT_01』（リプレゼント・ゼロワン）は、GABALLの1枚目のスタジオ・アルバム。

## 解説
- 2001年6月に集中して制作した[1]。曲作りからミックスダウンまで2週間かからなかった[2]。
- ほぼインストゥルメンタルで構成されているのは「トランスの認知度を上げて、トランスの音を一般化し、日本向けのわかりやすい歌詞を載せるまでのインフラを作る」[2]「歌が無い分、音とメロディを生身で『この音・このメロディラインなんですよ』としつこく言い続ける」「ミニマル・ミュージックとして考えたら『繰り返して聴きたくない』と思われずにどんどんこびり付くメロディを作る」[1]と言う小室の意向からくるものであり、アルバムのタイトルはその告知の意味でつけた[2]。
- 小室が原田の作った映像からインスパイアされたり、小室のデモテープに合わせて原田が映像を作る等、影響を受け合った[2]。
- 「LIFE OF VIBE」は広島テレビ『松紳』のエンディングテーマに使用された。

## 収録曲
| #         | タイトル               | 作詞      | 作曲・編曲 | 時間  |
| --------- | ---------------------- | --------- | ---------- | ----- |
| 1.        | 「GOING OUT THING」    |           | 小室哲哉   | 5:48  |
| 2.        | 「OUT OF PERSPECTIVE」 |           | 小室哲哉   | 1:33  |
| 3.        | 「LIFE OF VIBE」       |           | 小室哲哉   | 7:13  |
| 4.        | 「PULSE OF IMPULSE」   |           | 小室哲哉   | 6:32  |
| 5.        | 「ARIA」               |           | DRAGON     | 5:00  |
| 6.        | 「CHANNEL B.P.M.」     |           | 小室哲哉   | 5:28  |
| 7.        | 「KUTA MOON」          |           | 小室哲哉   | 3:50  |
| 8.        | 「WIND OF YOU」        | 小室哲哉  | 小室哲哉   | 6:28  |
| 9.        | 「Represent 01」       |           | 小室哲哉   | 6:50  |
| 合計時間: | 合計時間:              | 合計時間: | 合計時間:  | 48:42 |

## クレジット
- Produced : GABALL
- Mixed, Synthesizers, ACID, Keyboards & A.Piano : 小室哲哉
- Mixed (#5), DJ : DRAGON
- Recorded : 若公俊広, 佐竹央行
- Synthesizers Programming & Protools Operation : 岩佐俊秀 (全曲), 村上章久 (#5), 溝口和彦 (#5)
- Mastered : 前田康二
- CD-EXTRA Animation, GABALL Vehicle 3D Design : 原田大三郎
- A&R : Hiro NZW
- Art Direction, Design : こうづなかば
- Creative Director, Coordinator : ゆいひろゆき
- Design : はらみのり
- Executive Produced : 大崎洋, 橋爪健康